# 美祢市有線テレビ
美祢市有線テレビ（みねしゆうせんテレビ）は、山口県美祢市に本社がある市営の有線テレビ局である。通称 "MYT"（エムワイティ）。1995年（平成7年）4月1日に開局。

## 概要
元々は山間部の難視聴対策を目的としているが、他県のテレビ局の電波を受信できるエリアが多い山口県にあって、山口県内波以外の受信が困難であるための視聴対策の意味合いもある。特に（県内に系列局のない）FNN、TXN系列の番組が通常では受信できないことが多い。このような事情もあり、美祢市有線テレビ放送施設の設置及び管理に関する条例（1994年10月1日条例第25号）において開局した。合併により新条例となった。

## 沿革
- 1995年（平成7年）4月1日 - 開局。
- 1997年（平成9年）4月1日 - 農業気象情報の提供開始。
- 2009年（平成21年）
  - 4月1日 - 山口ケーブルビジョンに運営主体業務を委託する。
  - 12月1日 - 旧美祢市域地でインターネット接続サービス事業を開始。
- 2010年（平成22年）4月1日 - FTTH化[1]に伴い地上デジタル放送を開始。

## 主な放送チャンネル

### 地上波系列別再送信局
| NHK-G   | NHK-E   | NNN/NNS  | ANN          | JNN        | TXN         | FNN/FNS      | JAITS |
| ------- | ------- | -------- | ------------ | ---------- | ----------- | ------------ | ----- |
| NHK山口 | NHK山口 | 山口放送 | 山口朝日放送 | テレビ山口 | TVQ九州放送 | テレビ西日本 |       |

### テレビ局
※太字は別途ホームターミナルが必要。
| アナログ | デジタル | 放送局                | 備考                                                        |
| -------- | -------- | --------------------- | ----------------------------------------------------------- |
| 1        | 011(1)   | NHK山口総合           | デジアナ変換                                                |
| 2        | 021(2)   | NHK山口Eテレ          | デジアナ変換                                                |
| 3        | 031(3)   | テレビ山口            | デジアナ変換                                                |
| 4        | 041(4)   | 山口放送              | デジアナ変換                                                |
| 5        | 051(5)   | 山口朝日放送          | デジアナ変換                                                |
|          | 071(7)   | TVQ九州放送           | デジアナ変換は実施されない、 デジタル放送のみ視聴可能。     |
|          | 081(8)   | テレビ西日本          | デジアナ変換は実施されない、 デジタル放送のみ視聴可能。     |
| 12       | 121(12)  | MYT有線テレビ地域放送 |                                                             |
| C21      |          | アグリネット          | デジアナ変換に伴い、1chの放送終了。                         |
| C14      |          | 放送大学テレビ        |                                                             |
| C17      |          | NHK BS                | デジアナ変換行うも変更なし。 デジタル放送移行の予定はなし。 |
| C18      |          | WOWOW                 | デジアナ変換に伴い、放送終了。                              |

### 地上デジタル放送への対応
- 総務省の要請に応じ、アナログ（デジアナ変換）サービスを2015年3月末まで実施した[2]。2011年5月20日に総務省から発表された資料[3]によると「デジアナ変換」を実施する予定日及び視聴可能チャンネルは「未定」と発表されたが、7月24日にNHK山口総合・教育、山口放送・テレビ山口・山口朝日放送・テレビ西日本・TVQ九州放送と自主製作番組のデジアナ変換が開始された。
- 美祢市有線テレビは再送信同意に係る総務大臣裁定について総務省に申請し、総務省は2011年6月21日に当ケーブルテレビ局からの再送信同意に係る裁定申請について、有線テレビジョン放送法第13条第3項の「協議が調わず、又はその協議をすることができないとき」に該当しないため、拒否処分とすることが適当である旨の答申を受けた[4]。なお、TVQ九州放送のデジタル再送信は同年7月24日に開始された。九州朝日放送・RKB毎日放送はアナログ放送終了に伴い視聴不可となったが、現在放送に向けて協議が進められている。福岡放送の再送信はアナログ時代から行われていなかった。

### 音声告知放送とラジオ局
音声告知機により市役所・放送センター等からの放送が実施される。FM放送も音声告知機を利用する。
| チャンネル | 放送局     |
| ---------- | ---------- |
| 1          | FMY        |
| 2          | NHK山口FM  |
| 3          | FM FUKUOKA |